# Фейсал ібн Хамад аль-Халіфа
Фейсал ібн Хамід аль-Халіфа (араб. فيصل بن حمد آل خليفة; 12 лютого 1991 — 12 січня 2006) — молодший син короля Бахрейну Хамада. 

## Біографія
Народився 12 лютого 1991 року. 
Був почесним президентом федерації спортсменів-інвалідів королівства Бахрейну.
Принц загинув в автомобільній катастрофі в четвер 12 січня 2006 року, за місяць до 15-го дня народження. Він вів автомобіль на великій швидкості і, спробував перешкодити зіткненню з автобусом, втратив управління, врізавшись в стовп освітлення, а потім — в опору рекламного плакату. Смерть наступила миттєво.
Похований 13 січня 2006 року на кладовищі ель-Ріфаа.